# Jesús Vidal Chamorro
Jesús Vidal Chamorro (ur. 6 maja 1974 w Madrycie) – hiszpański duchowny katolicki, biskup pomocniczy Madrytu w latach 2018–2024. Biskup diecezjalny Segowii od 2025.

## Życiorys

### Prezbiterat
Święcenia kapłańskie otrzymał 8 maja 2004 i został inkardynowany do archidiecezji madryckiej. Pracował głównie jako duszpasterz kilku madryckich parafii i rektoratów, był też m.in. kapelanem madryckiej Akcji Katolickiej, delegatem ds. duszpasterstwa dzieci i młodzieży oraz rektorem madryckiego seminarium duchownego.

### Episkopat
29 grudnia 2017 papież Franciszek mianował go biskupem pomocniczym archidiecezji madryckiej, ze stolicą tytularną Elepla. Sakry udzielił mu 17 lutego 2018 kardynał Carlos Osoro.
3 grudnia 2024 został mianowany biskupem diecezji Segowii. Urząd objął 18 stycznia 2025.